# العلاقات اليونانية الفرنسية
العلاقات اليونانية الفرنسية هي العلاقات الخارجية التي تجمع بين فرنسا واليونان. أقام البلدان العلاقات الدبلوماسية في العصر الحديث في عام 1833، أي بعد ثلاث سنوات من الاستقلال اليوناني. ربطت البلدان بشكل تقليدي علاقات قوية، وذلك بالإضافة إلى تحالف استراتيجي استمر لمدة عقود بسبب العلاقات الثقافية والتاريخية القوية، وتتمتعان اليوم بعلاقات دبلوماسية قوية أيضًا.
تُعد الدولتان عضوان في الاتحاد الأوروبي والأمم المتحدة والدول الأعضاء في حلف الناتو؛ وتتعاونان في العديد من المنظمات الأخرى المتعددة الأطراف مثل المنظمة الدولية للفرانكوفونية ومنظمة الأمن والتعاون في أوروبا والاتحاد من أجل المتوسط.

## العلاقات والتعاون الثنائيين
كانت فرنسا واليونان حليفتين خلال الحربين العالميتين والحرب الكورية والحرب الباردة، ولم يقفا موقف العداء تجاه بعضهما البعض أبدًا. جمع البلدان تحالفًا وديًا واستراتيجيًا منذ عقود، وهما عضوان كاملان في العديد من المنظمات الدولية، بما في ذلك الأمم المتحدة، والاتحاد الأوروبي، ومنظمة حلف شمال الأطلسي (الناتو)، ومنظمة التجارة العالمية، ومنظمة الأمن والتعاون في أوروبا. تُعد اليونان عضوًا كاملًا في المنظمة الدولية للفرنكوفونية منذ عام 2004. يوجد هناك زيارات منتظمة رفيعة المستوى بين البلدين، وذلك بالإضافة إلى الاتصالات المتكررة بين رئيسي الدولتين. تتعاون فرنسا واليونان في العديد من المجالات، بما في ذلك الثقافية والعلمية والقضائية والعسكرية. تُعد العديد من المدن اليونانية، وأبرزها أرغوس وأثينا، مقصدًا للمدارس الفرنسية للدراسات الأثرية والتاريخية حيث يدرس الطلاب من كلا البلدين، ويتعاونون في مجالي علم الآثار والتاريخ.  
تُعد حقيقة وجود ثلاثة رؤساء فرنسيين (ديغول وساركوزي وهولاند)، واللذين كانوا القادة الأجانب الفريدين (إلى جانب الأمريكيين أيزنهاور وبوش) في تاريخ اليونان الحديث، واللذين حصلوا على شرف مخاطبة البرلمان اليوناني، بحد ذاتها شهادة واضحة على الاتصال القائم الطويل الأمد بين البلدين.

### التعاون العسكري
يوجد هناك تعاون عسكري وثيق للغاية بين فرنسا واليونان، إذ يشارك البلدان سنويًا في العديد من التدريبات العسكرية المختلفة في شرق البحر الأبيض المتوسط، وذلك إلى جانب دول أخرى مثل إيطاليا ومصر وإسرائيل. تشمل مثل هذه التدريبات عملية ميدوسا في عام 2016 ومناورات النجم الساطع. تتعاون البحرية الفرنسية والبحرية اليونانية أيضًا بشكل وثيق في الأمور المتعلقة بأمن منطقة البحر الأبيض المتوسط الأوسع، وذلك مع زيارة بارجة البحرية الفرنسية، وهي حاملة الطائرات تشارلز ديجول، قاعدة خليج سودا البحرية اليونانية في بعض الأحيان، وهي القاعدة البحرية الوحيدة القادرة على دعم أكبر حاملات الطائرات في المنطقة بأسرها.
اشترت اليونان في العصر الحديث عددًا من أنظمة الأسلحة الفرنسية مثل سفن الهجوم السريع لا كومباتانت آي آي إيه، وآي آي آي، وآي آي آي بي، ودبابات إيه إم إكس-30، وناقلات البشر إيه إم إكس-10، ومقاتلات ميراج إف 1 سي وميراج 2000. أُعلِن عن شراء ست فرقاطات فريم في عام 2009، ولكنها لم تتحقق أبدًا بسبب أزمة الديون اليونانية. بدأت المفاوضات بين الحكومتين اليونانية والفرنسية لشراء فرقاطات من النوع المتوسط الحجم في عام 2019.

## التحالف اليوناني الفرنسي
يعود أصل شعار «التحالف اليوناني الفرنسي» إلى الدعم السياسي والدبلوماسي الذي قدمته فرنسا لليونان وقسطنطين كارامنليس في وقت العودة إلى الديمقراطية في عام 1974؛ وغالبًا ما يُستخدم في الوقت الحاضر للدلالة على العلاقات التاريخية والثقافية والسياسية العميقة والتعاون الدبلوماسي الوثيق بين البلدين.

## البعثات الدبلوماسية المقيمة
تملك فرنسا سفارة في أثينا وقنصلية عامة في سالونيك، وتملك اليونان سفارة في باريس وقنصلية عامة في مرسيليا.

## مقارنة بين البلدين
هذه مقارنة عامة ومرجعية للدولتين:
| وجه المقارنة                                              | اليونان                                                                             | فرنسا                                                    |
| --------------------------------------------------------- | ----------------------------------------------------------------------------------- | -------------------------------------------------------- |
| المساحة (كم2)                                             | 131.96 ألف                                                                          | 643.80 ألف                                               |
| عدد السكان (نسمة)                                         | 10.76 مليون                                                                         | 67.12 مليون                                              |
| الكثافة السكانية (ن./كم²)                                 | 81.54                                                                               | 104.26                                                   |
| العاصمة                                                   | أثينا، نافبليو                                                                      | باريس                                                    |
| اللغة الرسمية                                             | لغة يونانية، Demotic Greek ‏                                                         | لغة فرنسية                                               |
| العملة                                                    | يورو، دراخما، Phoenix (currency) ‏                                                   | يورو، فرنك س ف ب، فرنك فرنسي، Livre tournois ‏            |
| الناتج المحلي الإجمالي (بليون دولار)                      | 200.29 مليار                                                                        | 2.58 تريليون                                             |
| الناتج المحلي الإجمالي (تعادل القوة الشرائية) بليون دولار | 285.45 مليار                                                                        | 2.87 تريليون                                             |
| الناتج المحلي الإجمالي الاسمي للفرد دولار أمريكي          | 18.00 ألف                                                                           | 36.20 ألف                                                |
| الناتج المحلي الإجمالي للفرد دولار أمريكي                 | 26.85 ألف                                                                           | 39.33 ألف                                                |
| مؤشر التنمية البشرية                                      | 0.865                                                                               | 0.888                                                    |
| رمز المكالمات الدولي                                      | +30                                                                                 | +33                                                      |
| رمز الإنترنت                                              | .gr                                                                                 | .fr، .bzh ‏، .tf، .re، .wf، .yt، .pm، .paris              |
| المنطقة الزمنية                                           | توقيت شرق أوروبا، ت ع م+02:00، ت ع م+03:00، توقيت شرق أوروبا الصيفي ‏، أوروبا/أثينا ‏ | أوروبا/باريس ‏، توقيت وسط أوروبا، توقيت وسط أوروبا الصيفي |

## مدن متوأمة
في ما يلي قائمة باتفاقيات التوأمة بين مدن يونانية وفرنسية:
- ترتبط كافالا مع سانت إتيان باتفاقية توأمة منذ 1998.[22]
- ترتبط هيدرا مع بايون باتفاقية توأمة.
- ترتبط بروزة مع غرانفيل باتفاقية توأمة.
- ترتبط يوانينا مع أفينيون باتفاقية توأمة منذ 1984.
- ترتبط خالكيذيكي مع لافال باتفاقية توأمة.
- ترتبط سلانيك مع مارسيليا باتفاقية توأمة منذ 1984.
- ترتبط بيرايوس مع مارسيليا باتفاقية توأمة منذ 1985.
- ترتبط رودس مع Conches-en-Ouche [الإنجليزية]‏ باتفاقية توأمة.
- ترتبط غيثيو مع Villeneuve-lès-Avignon [الإنجليزية]‏ باتفاقية توأمة.
- ترتبط ستافروبولي مع نيفير باتفاقية توأمة.
- ترتبط فولوس مع لو مان باتفاقية توأمة منذ 2007.
- ترتبط أغيا باراسكيفي مع سانت بريوك باتفاقية توأمة.[23]
- ترتبط ناوسا مع Faches-Thumesnil [الإنجليزية]‏ باتفاقية توأمة منذ 2000.[24]
- ترتبط كورفو مع لا بول إسكوبلاك باتفاقية توأمة.
- ترتبط باتراس مع سانت إتيان باتفاقية توأمة منذ 10 سبتمبر 2013.[25][25][26][27]
- ترتبط تريكالا مع تلانس باتفاقية توأمة منذ 1998.
- ترتبط Chalkidiki regional unit [الإنجليزية]‏ مع لافال باتفاقية توأمة منذ 1999.
- ترتبط كوس مع مونبلييه باتفاقية توأمة.
- ترتبط إليفثيروبولي مع أنتوني باتفاقية توأمة.
- ترتبط Oitylo [الإنجليزية]‏ مع كارجيز [الإنجليزية]‏ باتفاقية توأمة.
- ترتبط كاليثيا مع سارتروفيل باتفاقية توأمة.
- ترتبط آرغوس مع أبفيل باتفاقية توأمة.
- ترتبط نافبليو مع أميان باتفاقية توأمة.
- ترتبط سيرس مع Fosses [الإنجليزية]‏ باتفاقية توأمة منذ 3 مايو 1988.
- ترتبط فيريا مع Rognac [الإنجليزية]‏ باتفاقية توأمة.

## منظمات دولية مشتركة
يشترك البلدان في عضوية مجموعة من المنظمات الدولية، منها:
| علم المنظمة | اسم المنظمة                               | تاريخ انضمام اليونان | تاريخ انضمام فرنسا |
| ----------- | ----------------------------------------- | -------------------- | ------------------ |
|             | وكالة الفضاء الأوروبية                    | 9 مارس 2005          | 30 أكتوبر 1980     |
|             | الاتحاد الأوروبي                          | 1981                 | 25 مارس 1957       |
|             | وكالة ضمان الاستثمار متعدد الأطراف        | 30 أغسطس 1993        | 28 ديسمبر 1989     |
|             | منظمة التعاون الاقتصادي والتنمية          | 30 سبتمبر 1961       | 7 أغسطس 1961       |
|             | الأمم المتحدة                             | 25 أكتوبر 1945       | 24 أكتوبر 1945     |
|             | الوكالة الدولية للطاقة                    | ?                    | ?                  |
|             | الفريق المعني برصد الأرض                  | ?                    | ?                  |
|             | منظمة حظر الأسلحة الكيميائية              | ?                    | ?                  |
|             | منظمة التجارة العالمية                    | 1995                 | 1995               |
|             | منظمة الشرطة الجنائية الدولية             | ?                    | ?                  |
|             | منظمة الأمن والتعاون في أوروبا            | 25 يونيو 1973        | 25 يونيو 1973      |
|             | مؤسسة التنمية الدولية                     | 9 يناير 1962         | 30 ديسمبر 1960     |
|             | حلف شمال الأطلسي                          | 18 فبراير 1952       | 4 أبريل 1949       |
|             | نظام تحكم تكنولوجيا القذائف               | 1992                 | 1987               |
|             | يونسكو                                    | 4 نوفمبر 1946        | 4 نوفمبر 1946      |
|             | مجلس أوروبا                               | 9 أغسطس 1949         | 5 مايو 1949        |
|             | اتحاد المدفوعات الأوروبي ‏                 | ?                    | ?                  |
|             | الاتحاد البريدي العالمي                   | ?                    | ?                  |
|             | البنك الدولي للإنشاء والتعمير             | 27 ديسمبر 1945       | 27 ديسمبر 1945     |
|             | اتفاقية السماوات المفتوحة                 | ?                    | ?                  |
|             | المنظمة الهيدروغرافية الدولية             | ?                    | ?                  |
|             | الاتحاد الدولي للاتصالات                  | 1866                 | 1866               |
|             | مؤسسة التمويل الدولية                     | 26 سبتمبر 1957       | 20 يوليو 1956      |
|             | المنظمة الأوروبية لسلامة الملاحة الجوية   | 1988                 | 1960               |
|             | المركز الدولي لتسوية المنازعات الاستشارية | 21 مايو 1969         | 20 سبتمبر 1967     |
|             | مجموعة أستراليا                           | 1985                 | 1985               |
|             | مجموعة الموردين النوويين                  | ?                    | ?                  |

## أعلام
هذه قائمة لبعض الشخصيات التي تربطها علاقات بالبلدين:
- آرثر دو غوبينو (14 يوليو 1816[39][40][41] – 13 أكتوبر 1882[39][41][42])
- آغنيس فاردا (مصورة وفنانة تشكيلية ومخرجة أفلام وكاتبة سيناريو فرنسية، 30 مايو 1928[43][44][45] – 29 مارس 2019[46])
- أدولف تيير (الرئيس المنتخب الثاني لفرنسا، 14 أبريل 1797[47][48] – 3 سبتمبر 1877[49][50][51])
- أديل أكزاركوبولوس (ممثلة فرنسية، 22 نوفمبر 1993[52] – )
- ألكسندر ديسبلا (ملحن فرنسي، 23 أغسطس 1961[53][54][55] – )
- أمين معلوف (25 فبراير 1949[56][57][58] – )
- أندريه شينيه (شاعر فرنسي، 30 أكتوبر 1762[59][60][61] – 25 يوليو 1794[59][60][61])
- أنطونين أرتو (4 سبتمبر 1896[62][63][64] – 4 مارس 1948[62][63][64])
- أوجين يونسكو (كاتب مسرحي روماني، 26 نوفمبر 1909[65][66][67] – 28 مارس 1994[65][66][68])
- إيمانويلي بيرت (ممثلة فرنسية، 14 أغسطس 1963[69][70] – )
- جول فيري (سياسي فرنسي، 5 أبريل 1832[71][72][73] – 17 مارس 1893[72][73][74])
- كاريو (ممثل فرنسي، 4 أكتوبر 1953[75][76][77] – )
- كوستا غافراس (12 فبراير 1933[78][79][80] – )
- ماري أنجو (14 أكتوبر 1404 – 29 نوفمبر 1463)
- نيكولا ساركوزي (28 يناير 1955[81][82] – )

## معرض صور

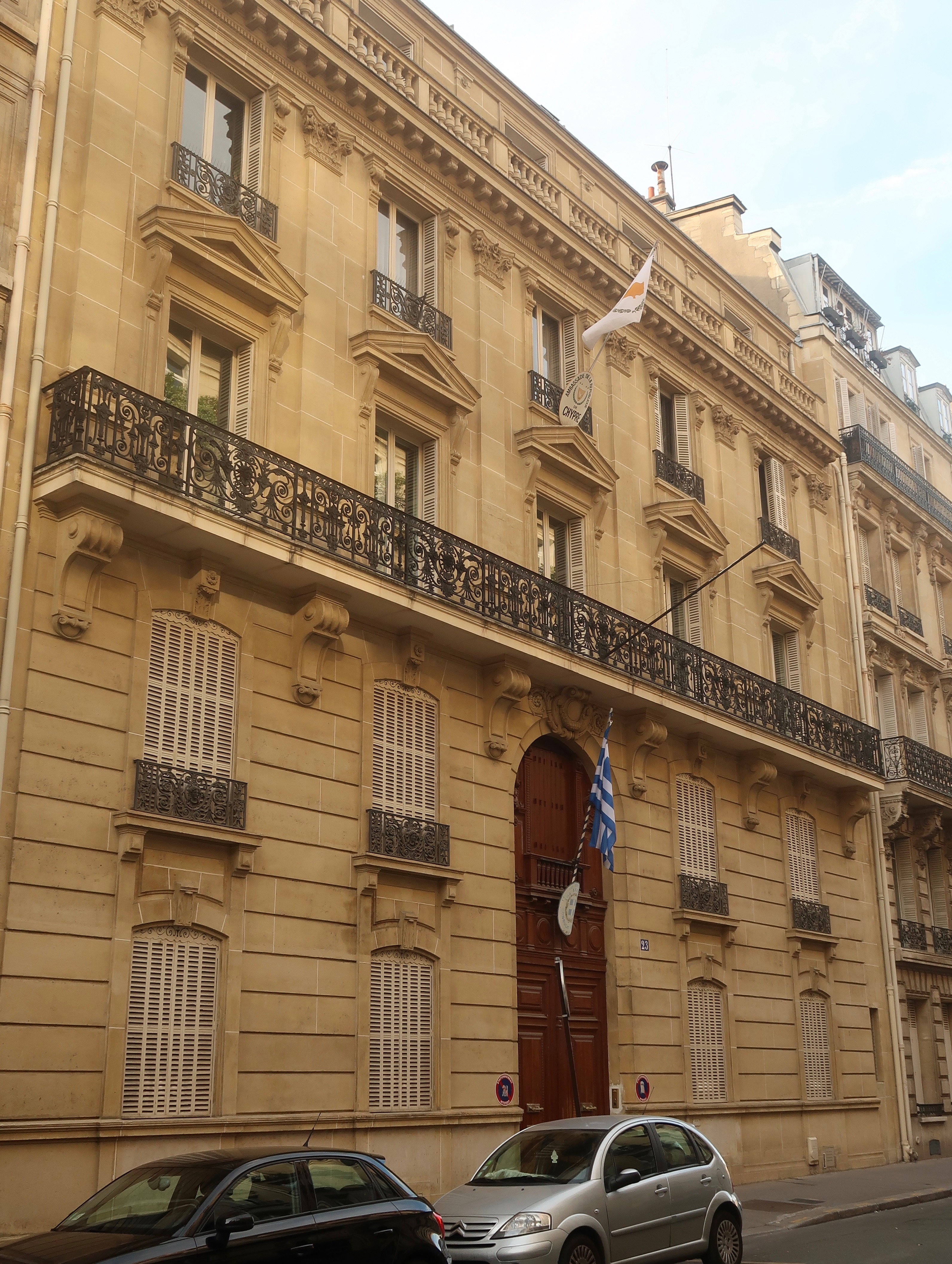
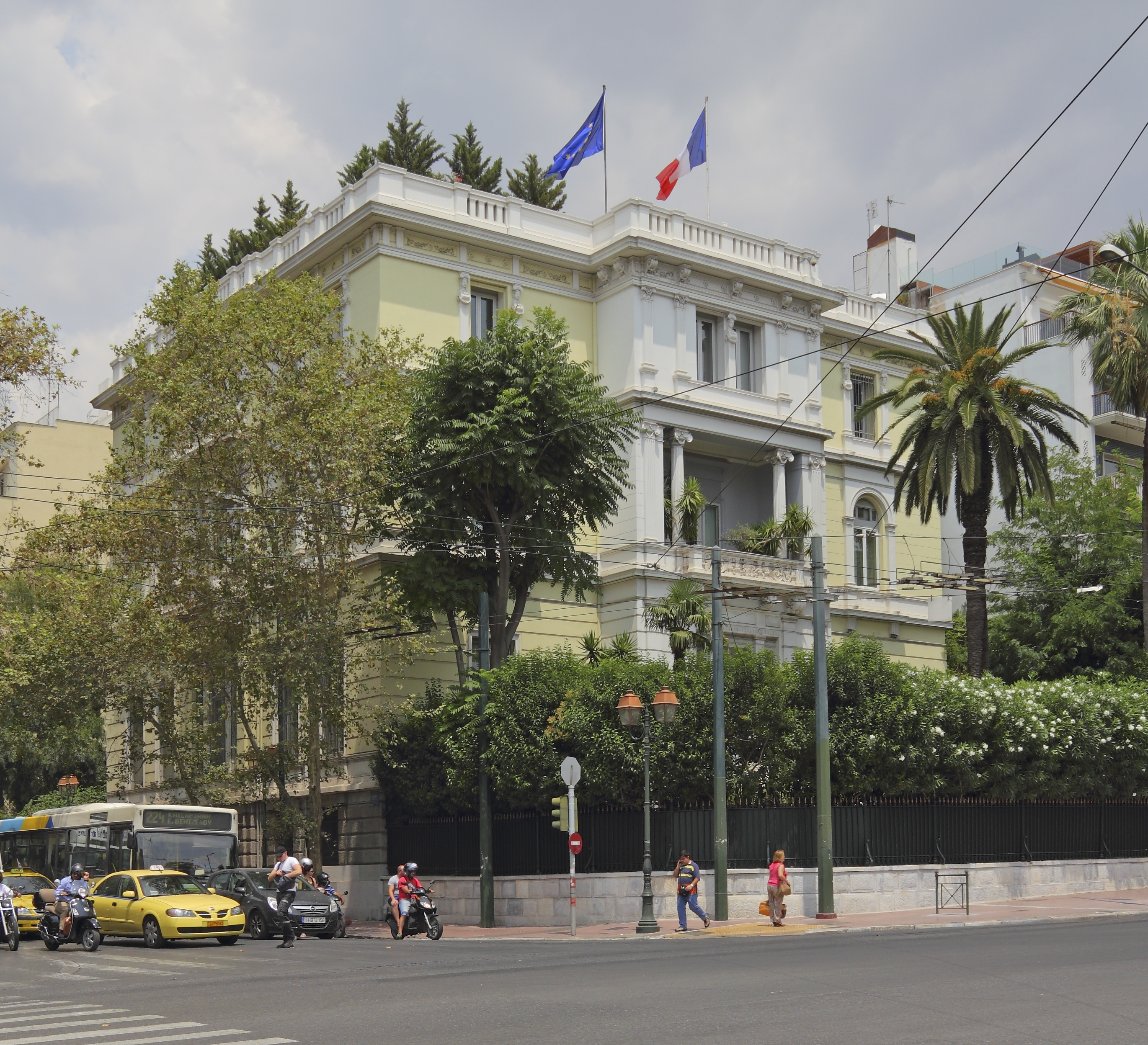
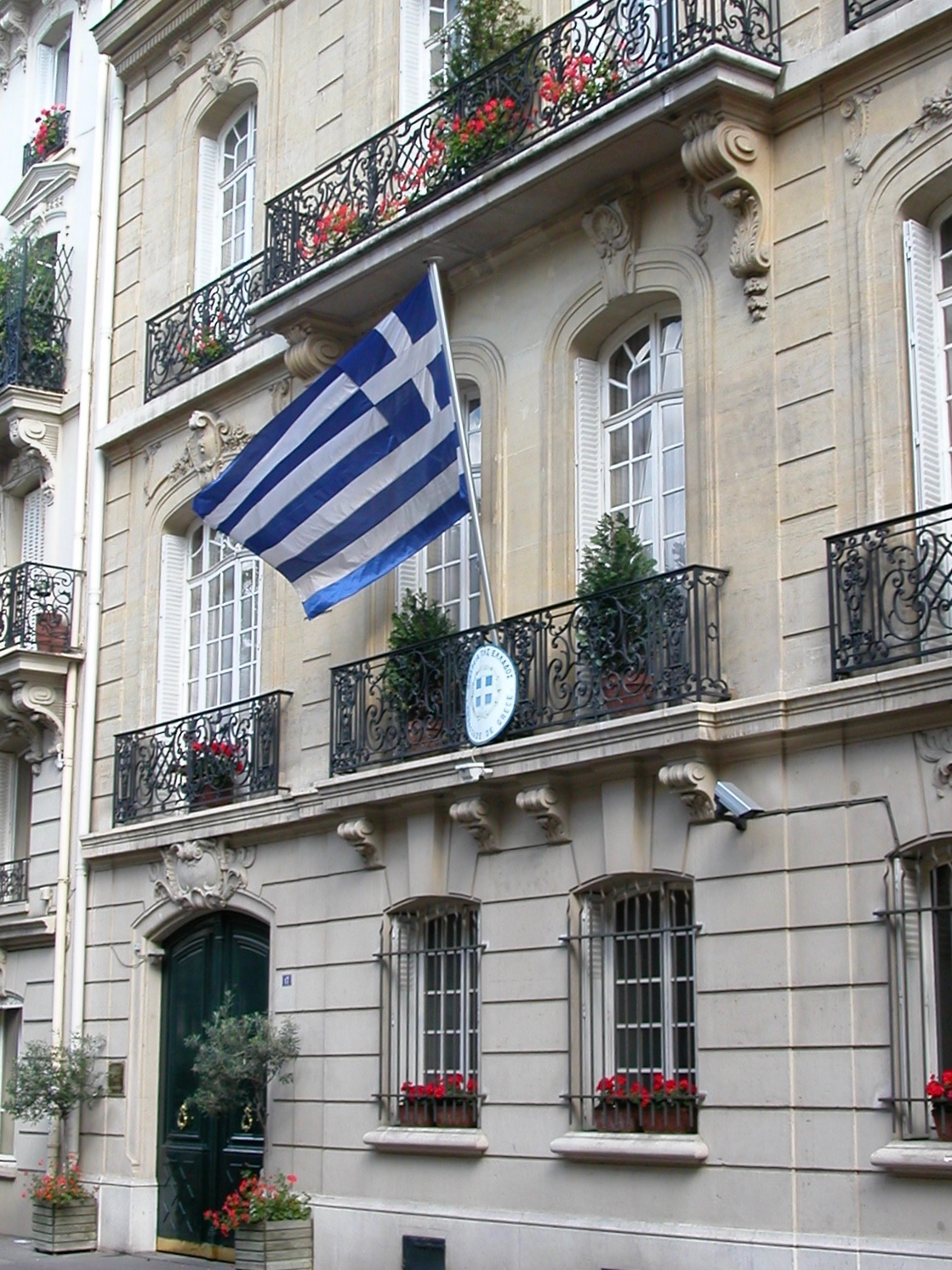
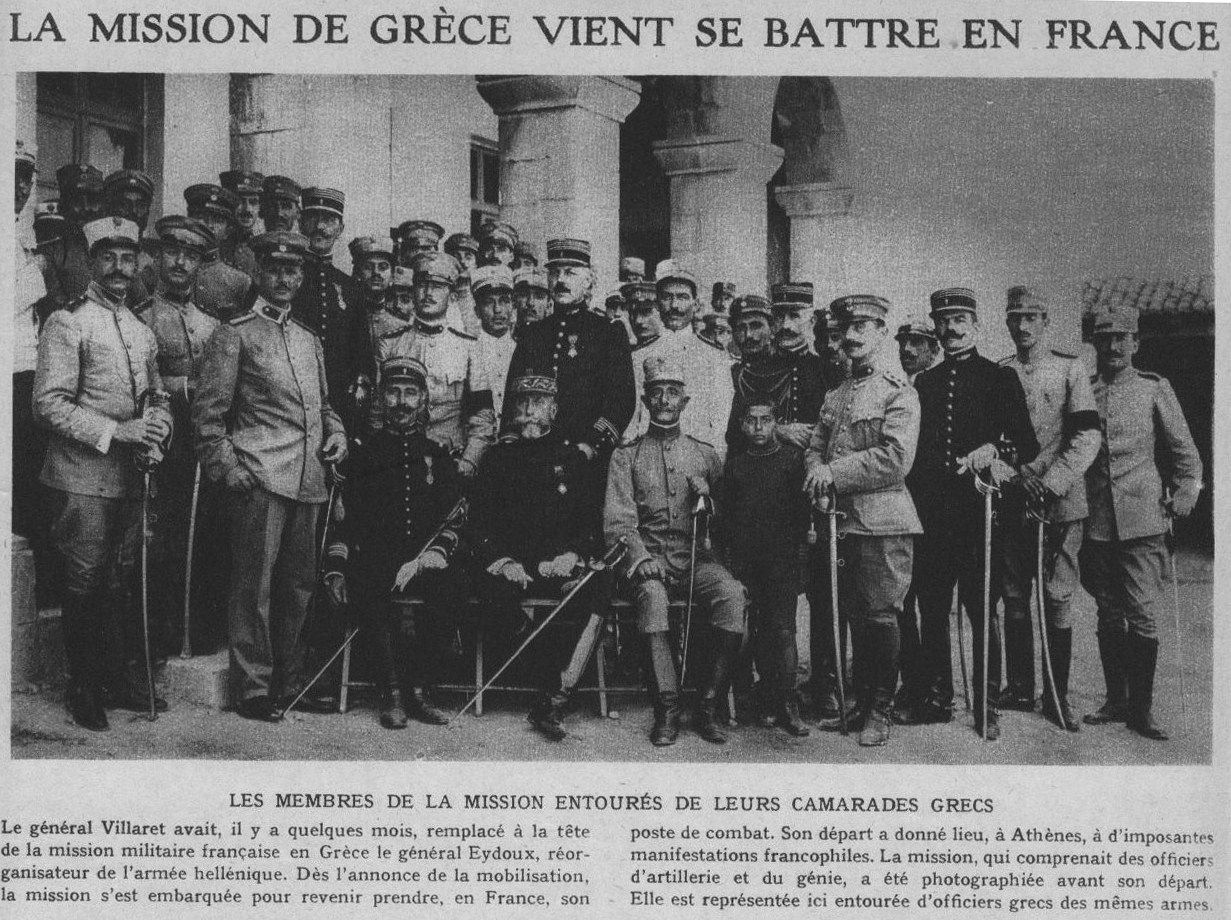

## وصلات خارجية
- موقع وزارة الخارجية اليونانية
- موقع وزارة الخارجية الفرنسية